# Hrabiowie Trypolisu

## Hrabiowie Trypolisu1102-1289

### Ród de Toulouse (z Tuluzy)
- Rajmund z Tuluzy (1102–1105)
- Alfons I z Tuluzy (1105–1109)
- Wilhelm II Jordan (regent) (1105–1109)
- Bertrand z Tuluzy (1109–1112)
- Pons z Tripolisu (1112–1137)
- Rajmund II (1137–1152)
- Rajmund III (1152–1187)
  - Rajmund IV (1187–1189), syn Boemunda III, księcia Antiochii

### Ród d’Antioche-Poitiers (z Antiochii i Poitiers)
- Boemund IV (1189–1233, także książę Antiochii 1201–1216 i 1219–1233)
- Boemund V (1233–1251, też książę Antiochii)
- Boemund VI (1251–1275, też książę Antiochii 1251–1268)
- Boemund VII (1275–1287)
- Lucia z Trypolisu (1287–1289)